# العلاقات الإسرائيلية الباهاماسية
العلاقات الإسرائيلية الباهاماسية هي العلاقات الثنائية التي تجمع بين إسرائيل وباهاماس.

## مقارنة بين البلدين
هذه مقارنة عامة ومرجعية للدولتين:
| وجه المقارنة                                              | إسرائيل                                                             | باهاماس      |
| --------------------------------------------------------- | ------------------------------------------------------------------- | ------------ |
| المساحة (كم2)                                             | 20.77 ألف                                                           | 13.88 ألف    |
| عدد السكان (نسمة)                                         | 8.89 مليون                                                          | 395.36 ألف   |
| الكثافة السكانية (ن./كم²)                                 | 428.02                                                              | 28.48        |
| العاصمة                                                   | القدس                                                               | ناساو        |
| اللغة الرسمية                                             | اللغة العبرية، اللغة العربية                                        | لغة إنجليزية |
| العملة                                                    | شيكل إسرائيلي جديد، شيكل إسرائيلي قديم، جنيه فلسطيني، جنيه إسرائيلي | دولار بهامي  |
| الناتج المحلي الإجمالي (بليون دولار)                      | 350.85 مليار                                                        | 12.16 مليار  |
| الناتج المحلي الإجمالي (تعادل القوة الشرائية) بليون دولار | 306.51 مليار                                                        | 8.92 مليار   |
| الناتج المحلي الإجمالي الاسمي للفرد دولار أمريكي          | 35.73 ألف                                                           | 22.82 ألف    |
| الناتج المحلي الإجمالي للفرد دولار أمريكي                 | 36.58 ألف                                                           |              |
| مؤشر التنمية البشرية                                      | 0.899                                                               | 0.790        |
| رمز المكالمات الدولي                                      | +972                                                                | +1242        |
| رمز الإنترنت                                              | .il                                                                 | .bs          |
| المنطقة الزمنية                                           | توقيت إسرائيل، Israel Summer Time ‏                                  | 00           |

## منظمات دولية مشتركة
يشترك البلدان في عضوية مجموعة من المنظمات الدولية، منها:
| علم المنظمة | اسم المنظمة                               | تاريخ انضمام إسرائيل | تاريخ انضمام باهاماس |
| ----------- | ----------------------------------------- | -------------------- | -------------------- |
|             | مؤسسة التنمية الدولية                     | 22 ديسمبر 1960       | 23 يونيو 2008        |
|             | الأمم المتحدة                             | 11 مايو 1949         | 18 سبتمبر 1973       |
|             | منظمة الشرطة الجنائية الدولية             | ?                    | ?                    |
|             | المركز الدولي لتسوية المنازعات الاستشارية | 22 يوليو 1983        | 18 نوفمبر 1995       |
|             | الاتحاد الدولي للاتصالات                  | 24 يونيو 1948        | 19 أغسطس 1974        |
|             | الفريق المعني برصد الأرض                  | ?                    | ?                    |
|             | البنك الدولي للإنشاء والتعمير             | 12 يوليو 1954        | 21 أغسطس 1973        |
|             | الاتحاد البريدي العالمي                   | ?                    | ?                    |
|             | مؤسسة التمويل الدولية                     | 26 سبتمبر 1956       | 8 ديسمبر 1986        |
|             | وكالة ضمان الاستثمار متعدد الأطراف        | 21 مايو 1992         | 4 أكتوبر 1994        |
|             | يونسكو                                    | 16 سبتمبر 1949       | 23 أبريل 1981        |

## وصلات خارجية
- موقع وزارة الخارجية الإسرائيلية